# Olearia myrsinoides
Olearia myrsinoides là một loài thực vật có hoa trong họ Cúc. Loài này được (Labill.) F.Muell. ex Benth. mô tả khoa học đầu tiên năm 1867.